# Liste der Abgeordneten im Kommunallandtag der Hohenzollernschen Lande 1919–1922
Diese Liste nennt die Abgeordneten im Kommunallandtag der Hohenzollernschen Lande in der ersten Wahlperiode der Weimarer Republik 1919–1922.

## Zusammensetzung
Nun hatte der Kommunallandtag 24 Mitglieder, die in einem Wahlkreis in freier und gleicher Wahl gewählt wurden. Die Hohenzollernschen Lande waren weitaus überwiegend katholisch. Die Deutsche Zentrumspartei (Zentrum) erhielt bei der Kommunallandtagswahl 1919 insgesamt 19 Mandate, die Deutsche Demokratische Partei (DDP) drei Mandate und die Sozialdemokratische Partei Deutschlands (SPD) zwei Mandate.

## Liste
| Abgeordneter           | Beruf                                | Partei  | Mandatsdauer |
| ---------------------- | ------------------------------------ | ------- | ------------ |
| Hermann Eger           | Bürgermeister und Landwirt, Weildorf | Zentrum | 1919–1922    |
| Simon Hausch           | Landwirt, Wessingen                  | Zentrum | 1919–1922    |
| Josef Heinzelmann      | Hutmacher, Trochtelfingen            | Zentrum | 1919–1922    |
| Emil Straub            | Landwirt, Otterswang                 | Zentrum | 1919–1922    |
| Adolf Stengel          | Uhrmacher, Hechingen                 | Zentrum | 1919–1922    |
| Josef Halder           | Gastwirt und Landwirt, Ostrach       | Zentrum | 1919–1922    |
| Camill Brandhuber      | Pfarrer, Benzingen                   | Zentrum | 1919–1922    |
| Josef Strobel          | Land- und Gastwirt, Ablach           | Zentrum | 1919–1922    |
| Johannes Umbrecht      | Bürgermeister, Glatt                 | Zentrum | 1919–1922    |
| Karl Emter             | Leihkassenbuchhalter, Hechingen      | Zentrum | 1919–1922    |
| Johannes Beil          | Straßenwärter, Storzingen            | Zentrum | 1919–1922    |
| Franz Keller           | Lehrer, Sigmaringen                  | Zentrum | 1919–1922    |
| Lukas Klaiber          | Hafnermeister, Gauselfingen          | Zentrum | 1919–1922    |
| Kasimir Weck           | Landwirt, Jungnau                    | Zentrum | 1919–1922    |
| August Hebeisen        | Zimmermann, Veringendorf             | Zentrum | 1919–1922    |
| Klemens Siedler        | Braumeister, Gruol                   | Zentrum | 1919–1922    |
| Hermann Ott            | Malermeister, Sigmaringen            | Zentrum | 1919–1922    |
| Konstantin Binder      | Bürgermeister, Bisingen              | Zentrum | 1919–1922    |
| Thomas Göggel          | Wagnermeister, Gammertingen          | Zentrum | 1919–1922    |
| Friedrich Wallishauser | Redakteur, Hechingen                 | DDP     | 1919–1922    |
| Karl Lutz              | Schmiedemeister, Krauchenwies        | DDP     | 1919–1922    |
| Otto Bosch             | Kaufmann, Hechingen                  | DDP     | 1919–1922    |
| Matthias Fritz         | Heizer, Hechingen                    | SPD     | 1919–1922    |
| Josef Fischer          | Zimmermann, Sigmaringendorf          | SPD     | 1919–1922    |

## Landesausschuss
| Abgeordneter           | Beruf                      | Partei  | Mandatsdauer |
| ---------------------- | -------------------------- | ------- | ------------ |
| Josef Strobel          | Land- und Gastwirt, Ablach | Zentrum | 1919–1922    |
| Johannes Umbrecht      | Bürgermeister, Glatt       | Zentrum | 1919–1922    |
| Simon Hausch           | Landwirt, Wessingen        | Zentrum | 1919–1922    |
| Friedrich Wallishauser | Redakteur, Hechingen       | DDP     | 1919–1922    |

Vorsitzender von Kommunallandtag und Landesausschuss war Camill Brandhuber.
Der Kommunallandtag wählte gemäß der Preußischen Verfassung von 1920 ein Mitglied in den Preußischen Staatsrat. Dieses war 1919–1930 Emil Belzer.